# Euphorbia stoddartii
Euphorbia stoddartii är en törelväxtart som beskrevs av Francis Raymond Fosberg. Euphorbia stoddartii ingår i släktet törlar, och familjen törelväxter. Inga underarter finns listade i Catalogue of Life.